# Virgen de la Concepción (Museo Catedralicio de Orense)
La Virgen de la Concepción es una obra realizada supuestamente por Francisco de Moure en 1599. Está ubicada en el Museo Catedralicio de Orense (Galicia, España).

## Historia

### Comisión
Esta talla podría corresponderse con una escultura comisionada junto con un retablo y otras imágenes a finales del siglo xvi por Marina de Neira; la figura habría tenido como destino la iglesia del Convento de San Francisco, concretamente el pilar del lado del evangelio que divide el altar mayor y la Capilla de San Bernardino, lugar que en origen fue la Capilla de Nuestra Señora de la Asunción, también llamada de Nuestra Señora de la Encarnación y de la Concepción, y que al parecer ya contaba anteriormente con un altar o capilla bajo idéntica advocación de la cual se desconoce la fecha de fundación. Respecto a Marina de Neira, esta dama, fallecida en 1611, residía en la capital (aunque era oriunda de Rairiz de Veiga) y estuvo casada en dos ocasiones: su primer esposo fue Pedro de Moure, muerto durante el ataque llevado a cabo en La Coruña por el pirata Francis Drake en 1589, mientras que su segundo marido fue el escribano real Antonio de Pereira, fallecido en 1598. Al no tener descendencia, tomó la determinación de invertir su modesta fortuna en la construcción de un retablo y la fundación de una capellanía;: 272  la firma del contrato para la hechura de la obra se llevó a cabo ante notario el 24 de junio de 1599 y el artista elegido fue su propio sobrino, Francisco de Moure.: 272 : 29  En el documento se indica la creación de tres tallas representativas de la Virgen, San José y  San Cipriano, especificándose que la imagen mariana debía tomar como referente una figura de la Inmaculada realizada hacia 1577 por Juan de Juni en virtud de un encargo de Inés Pérez de Belmonte:: 117 

Marina de Neyra, viuda que finco de Antonio Pereira, escribano real, vezina de la dicha ziudad de la una parte y Francisco de Moure, escultor, vezino asimismo della de la otra y se conçertaron y convinieron en que el dicho Francisco de Moure a de hazer a la dicha Marina de Neyra un retablo de Nra. Sra. para poner en la yglesia y monasterio de S. Françisco desta dicha çiudad, en el pilar y parte della donde al presente esta la figura de la Bisitaçion, digo de la Salutaçion de Nra. Sra. en el qual a de aber 3 cajas, 1 prinçipal y 2 colaterales, y en la prinçipal a de aber la ymagen de Nra. Sra. de la Conçepçion de 6 palmos de alto, del tamaño, echura y traça que es la otra ymagen de la madre de Dios que fue de Ynes Perez de Belmonte que al presente esta en la sacrestia del dicho monesterio y en las 2 a de aber a la parte izquierda 1 figura de S. Josep y a la derecha otra de S. Çiprian, cada una dellas de cuatro palmos de alto y todo lo demas del dicho retablo se ha de hazer de esenblaje con sus remates y colunas conforme a la traza que se exhibio ante mi escribano.: 272–273 

### Elaboración
Pese a que el retablo ya no existe, gracias a la documentación conservada se puede dilucidar cómo era su configuración,: 273  si bien es altamente probable que fuese sometido a alguna reforma o ampliación importante en el siglo xvii o a comienzos del xviii.: 275  Moure quedaba obligado por contrato a tenerlo finalizado para el mes de agosto de 1599, percibiendo por su trabajo 60 ducados. La obra debió de acometerse en el plazo fijado puesto que el 9 de septiembre Neira concertó la policromía y el estofado con Manuel de Abelar:: 273 : 319 

Marina de Neyra, viuda que quedo de Antonio Pereira, escribano y Manoel de Avela, pintor, vezinos de la dicha çiudad e dixeron que ellos estaban conzertados e concordados y otorgaron el asiento y concordia siguiente ≡ en que el dicho Manoel de Avela a de pintar, estofar e dorar un retablo que la dicha Marina de Neira tiene echo para poner en su capilla del monesterio de S. Françisco desta çiudad que al presente esta en la casa y tienda de Francisco de Moure, escultor, veçino desta dicha çiudad en esta manera ≡ en el pedestal de abaxo la basa y su tabasa y billotes todo dorado con su canpo y en el canpo de los billotes dorado con canpo dorado y su romano y en el pedestal a de pintar 4 ebanxelistas al olio cada lado 2, yten las caxas, los marcos y remates todos dorados y los lados y traseros de un color y un romano de otro color encima y la trasera dorada e gravada los lados de color y las colunas, los capiteles y las basas y altos dorados e todas las estrias de açul u de otra color que este bien, la cornixa dorada y el romano del friso y el alquitrabe y la corona y canpo del friso de açul, el sobrecuerpo de arriba todas las molduras e coronaciones doradas eçepto los canpos de los remates que an de ser de color que bien parezca y en los 2 tableros de los lados 2 ymaxines de pinçel al olio, en uno Sta, Catalina y en el otro Sta. Marina y en el de medio unos cielos e sus lexos, yten la ymaxen de Nra. Sra. toda dorada y estofada y las 2 ymaxines de los 2 santos que estan a los lados a de ser todo bien dorado y estofado y el Xpto. muy bien encarnado y el paño dorado y las mas feguras todas muy encarnadas a pulimento y el Xpto. y todo ello muy bien echo.: 273–274 

Abelar, quien cobró 85 ducados por su labor, la cual se comprometía a tener concluida para el mes de diciembre de 1599, tendría como fiador al escultor Alonso Martínez Montánchez, quien se declaró como tal el 11 de septiembre:: 100 

[...] y la labor a Abelar encomendada, que fue ajustada en ochenta y cinco ducados, comprometiéndose a ella la ha de pintar en el pedestal cuatro Evangelistas al óleo, a cada lado dos y en los tableros laterales dos imágenes de pincel al óleo, en uno Santa Catalina y en otro Santa Marina y en el medio unos cielos e sus lexos. Pondría en en retablo, en grandes y doradas letras la siguiente inscripción: Esta capilla es y dotó y fundó Marina de Neira, viuda. Para esta obra constituyose en fianza personal de Abelar, el entallador Alonso Martinez [...].: 86 

Aunque en el contrato de la policromía se especifica que la Capilla de la Asunción era propiedad de Marina de Neira, la donación formal no se firmaría hasta 1600, año en que tanto el retablo como las imágenes estaban terminadas e instaladas en el convento. En virtud de esta donación, efectuada ante escribano público el 24 de marzo, los religiosos concedían no solo el espacio donde se hallaba emplazada la capilla sino también una sepultura ubicada junto a ella; como contraprestación Neira hacía entrega de 11 ducados a modo de limosna y se obligaba a dotar al sepulcro y a la capilla de una fundación de misas perpetua:: 274 

El guardian, flayres y conbento del dicho monesterio [...] dixeron que por quanto Marina de Neira, biuda que finco de Antonio Pereira, scrivano rreal veçina desta çiudad questa presente por su deboçion hizo y fundo la capilla y altar de Nuestra Señora questa en el cuerpo de la yglesia del dicho monesterio en el pilar del lado del ebangelio de la capilla mayor della y a su costa hizo el rretablo de la dicha capilla con las ymagines de Nuestra Señora y San Ciprian y San Josepe y otras ymagines y figuras de pinzel que ay pintadas en el dicho rretablo, todo ello dorado y al olio con su cubierta colorada, todo ello echo y acabado en la forma questa al presente en lo qual gasto mucha suma y quantia de maravedís [...] hizieron donaçion pura, mera, perfecta e yrrebocable quel derecho llama entre bibos del sitio y lugar donde esta el dicho altar y capilla y de una sepultura que esta debaxo de la peaña del dicho altar al lado ebangelio.: 274 

### Desamortización

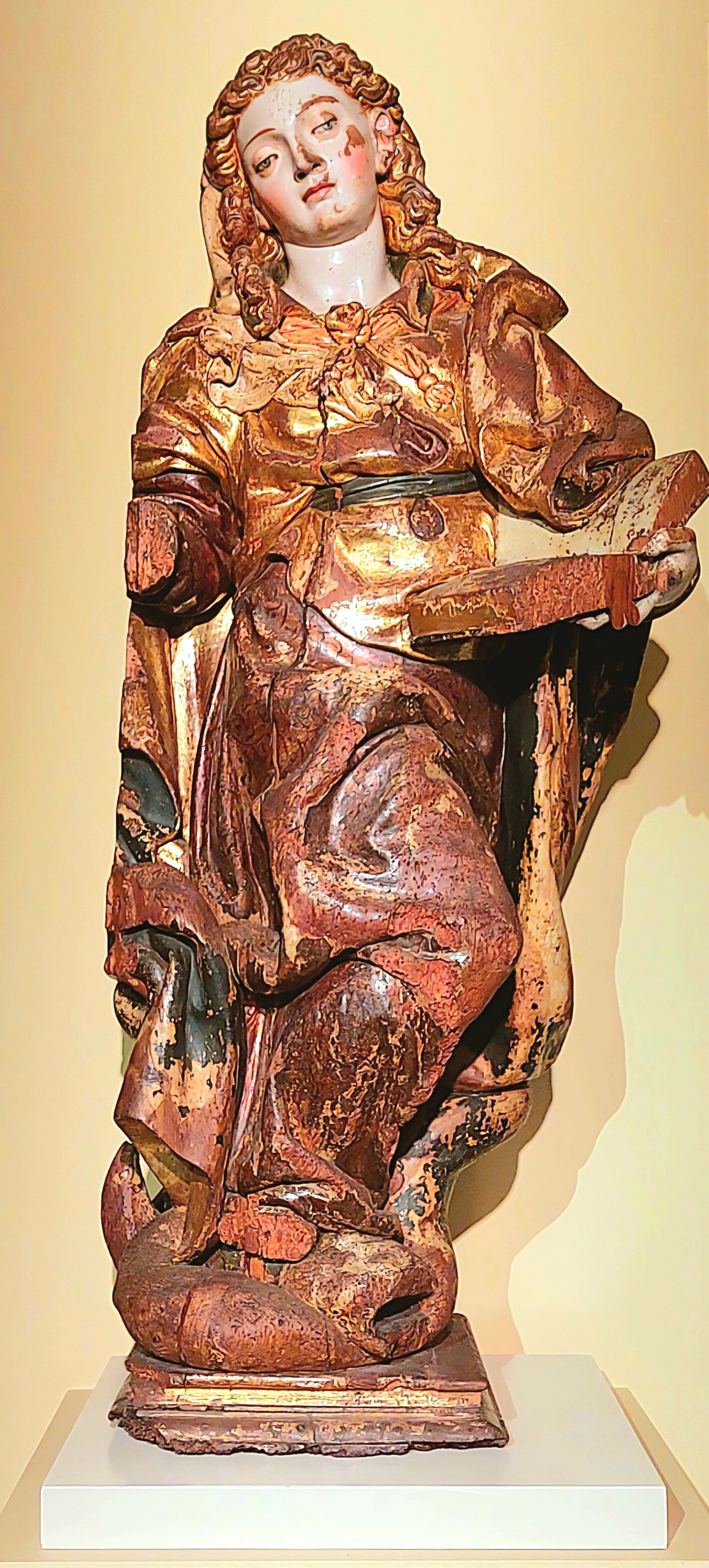
Inmaculada (1577), por Juan de Juni. Sala de exposiciones de San Francisco de Orense.

El rastro tanto de las imágenes como del retablo se pierde en el siglo xviii. En el libro del convento de 1739 consta, en una nota al margen, la redención de la capellanía por valor de 3000 reales en 1710, año en que los bienes de la capilla se hallaban en poder de un vecino de Seixalbo de nombre José Noguerol.: 275  Tras la desamortización del convento en 1835, la iglesia quedó sin culto aunque todavía en posesión del obispado por deseo de la reina regente María Cristina. Por su parte, el ayuntamiento de la ciudad, propietario del cenobio, cedió las instalaciones el 25 de abril de 1843 al Ejército, que ese mismo año las convirtió en cuartel de infantería (tras lo cual el edificio pasó a denominarse Cuartel de San Francisco), trasladándose en 1844 desde La Coruña un batallón al mando del teniente coronel Ángel Martín Mouriño. En 1883 se procedió a la redacción de un proyecto firmado por el coronel, comandante y capitán Gerardo Dorado y Gómez destinado a restaurar el cuartel, procediéndose a elaborar hacia 1905 un memorándum firmado por el comandante Bonifacio Menéndez Conde en el cual se detallan las obras necesarias para la reparación de las instalaciones, efectuadas con el fin de poder albergar un batallón de infantería que se instaló en el cuartel ese mismo año. Por su parte, la Venerable Orden Tercera, sita en la calle Ervedelo, se ocupó de la Iglesia de San Francisco desde 1867 hasta 1920, tras lo cual quedó abandonada durante casi una década, siendo trasladada en 1928 a su ubicación actual, si bien para entonces gran parte de sus bienes habían sido desperdigados por diversas zonas de la capital.

### Identificación
Durante décadas se consideró que la imagen mariana se había perdido: 88  y que de todas las obras de Moure custodiadas en el Convento de San Francisco solo había logrado salvarse la talla de San Cipriano,: 58  figura vinculada con el grabado de San Antonio Abad realizado en 1521 por Lucas van Leyden.: 69  Hacia 1980 la imagen de la Virgen que presidía la capilla del seminario de verano de la diócesis de Orense, ubicada en Porto do Son (La Coruña), fue identificada como la talla de Moure por Miguel Ángel González García, antiguo delegado de patrimonio de la diócesis, quien a finales de la década de 1990 propició el traslado de la imagen para su conservación en el Museo Catedralicio. Según González, tras la exclaustración del convento la talla habría sido conducida al obispado, de donde saldría, sin haberse tenido en cuenta su verdadero valor, para presidir la capilla del seminario.
Esta identificación llevó a que en 1980 la historiadora María Dolores Vila Jato analizase la pieza, la cual adjudicó a Moure, atribución que el político y profesor Fernando González Suárez suscribiría poco después, si bien esta opinión no goza de unanimidad puesto que en su tesis doctoral Marica López Calderón considera que, en función de las características que presenta, podría tratarse de una obra de otro escultor,: 138  con la mayoría de los estudiosos asignándola actualmente a un artista anónimo que pudo haber trabajado en el entorno de Moure; esta postura queda reforzada por las dimensiones de la imagen, de aproximadamente 70 cm de alto, medida muy distante de los 6 palmos (137 cm) plasmados en el contrato y de los 127 cm de la Inmaculada de Juni que Moure debía tomar como modelo, talla con la que apenas guarda parecido, si bien es preciso tener en cuenta que en estos casos no era raro que a medida que avanzaban las obras estas experimentasen alguna que otra modificación por diversos motivos, aparte de que muchas veces las aseveraciones plasmadas en los contratos no eran más que puros formalismos que se tenía por costumbre copiar de un documento a otro.: 99  Por otro lado, considerando la posibilidad de que la pieza hubiese sido ejecutada por Moure, López Calderón la rebajó a nivel artístico, al igual que la Virgen con el Niño de la Iglesia de San Pedro de Maus (realizada por el maestro en 1599),: 138  al referirse a la Inmaculada de la Iglesia de Santa María de Arnuíde, fechada en 1604,: 244  como la primera Virgen «de calidad» en el catálogo de Moure,: 138  habiendo tachado con anterioridad el procurador eclesiástico Cándido Cid Rodríguez la imagen de la Virgen de la Concepción de «mediocre».: 30 

## Descripción
La talla, realizada en madera policromada, dorada y estofada, muestra a María con el rostro alzado y la vista dirigida al cielo. Las facciones son afiladas aunque de modelado blando, provocado esto por el desagradable rictus de la boca, y carecen por completo del vigor y la fuerza expresiva típica en la producción de Moure. Respecto al cabello, este no recibió un tratamiento más afortunado, destacando unos rizos menudos pegados a la frente y las sienes así como un mechón extrañamente colocado por encima de la capucha del manto, detalle que sin embargo podría deberse a un error cometido por el encargado de la policromía, quien habría confundido los pliegues de las prendas con las ondulaciones del cabello. Los brazos, como suele ser habitual en la representación iconográfica de esta advocación, están flexionados y las manos, demasiado grandes en comparación con el resto del cuerpo, se hallan juntas en actitud orante, destacando un ligero desplazamiento hacia el lado contrario al que la Virgen gira la cabeza así como un leve contrapposto originado por el adelantamiento de la pierna izquierda, creando la forma en S tan propia del manierismo.: 30  Viste túnica marrón (detalle sorprendente por no ser un color propio de la iconografía concepcionista) y manto azul estrellado de disposición asimétrica con envés de color blanco y ribete dorado, estando los ropajes caracterizados por unos pliegues anchos y abultados cuya suavidad recuerda el modelado en barro, aunque los mismos exhiben en el manto un desafortunado contraste entre la verticalidad del lado derecho y la voluminosidad del lado izquierdo.: 30  La imagen se apoya en una peana octogonal marmoleada en verde sustentada a su vez por otra peana de base cuadrada y color negro de la que parten a ambos lados las puntas hacia arriba de una media luna dorada, figurando en el frontal la leyenda «VIRG.N D LA CONCEP.N».

## Legado
En caso de tratarse de la talla encargada a Moure en 1599, la Virgen de la Concepción destacaría por ser una de las primeras obras documentadas del maestro, siendo la más temprana una imagen de San Roque conservada en la catedral y facturada en 1598.: 23  Así mismo, esta pieza ganaría notoriedad por ser la imagen concepcionista más antigua de las seis que posee la seo orensana y por tratarse de uno de los pocos bienes del Convento de San Francisco que lograron sobrevivir a la desamortización, contándose entre ellos, además de las imágenes de San Cipriano y la Inmaculada, una talla de San Buenaventura obra de Juan de Acosta ubicada en el Museo Catedralicio, una imagen de San Diego de Alcalá realizada probablemente por Juan de Angés el Mozo y perteneciente al Museo Arqueológico Provincial, y parte del retablo del Santo Cristo de la Esperanza, custodiado en la Iglesia de Santa Eufemia.